# R. T. 켄달
로버트 틸만 켄달 (Robert Tillman Kendall , 1935년 7월 13일 - )은 마틴 로이드 존스 목사의 후임으로 1977년부터 영국 웨스트민스터 채플(Westminster Chapel)에서 25년 동안 목회한 목사이다.  그는 《자기 용서》를 포함하여 50권의 책을 출판했다. 켄달은 최근까지 초교파 은사 목회인 말씀, 영 그리고 파워 팀을 맡고있다.
R. T. 켄달은 미국의 켄터키주 애슐랜드에서 태어나 남침례신학교에서 신학석사 학위를, 영국 옥스퍼드대학에서 신학박사 학위를 받았다. 2002년에 은퇴한 이후 신학강좌에서 성령의 역사를 강조하는 성경강해자이며 거리의 전도자이다. 켄달은 말씀과 성령을 동일하게 중시하기 때문에 신학의 양극단 진영 모두로부터 지지를 얻지 못한 것으로 평가된다. 정통 칼빈주의자들과 구원의 확신 그리고 제한속죄와 같은 교리적 차이로 인해 비판을 많이 받았고 이런 일로 전임자였던 로이드 존스 목사 장례식에서 순서를 맡지 못하였다.
대표적인 저서로는 《자기 용서》, 《한번 구원은 영원하다》, 《조직신학 요약설교 1, 2, 3》, 《예배에 숨겨진 비밀》, 《수치의 복음, 영광의 복음》 등이 있다.

## 논란
<Calvin and English Calvinism to 1649> 책에서 켄달은 칼빈과 칼빈주의의 불연속성을 주장하였는 데, 이것은 폴 헬름, 리차드 멀러, 스탠퍼드 리드, 조지 하퍼등으로부터 비판을 받았다. 그 이유는 칼빈과 그의 제자들이 전혀 다른 주장을 펼쳤다는 켄달의 주장이 사실과 다르며, 베자와 같은 제자들은 칼빈의 가르침을 이어 받아 특정한 교리에 대하여 구체적으로 계승 발전시켜 나갔다는 주장이다. 이에 대하여 켄달은 반박을 내어 놓지 않고 있다.

## 출판물
- All's Well That Ends Well
- The Anointing: Yesterday, Today, Tomorrow
- Are You Stone Deaf to the Spirit or Re-discovering God?
- Before the Throne: A Comprehensive Guide to the Importance and Practice of Worship
- Believing God
- Between the Times: Malachi: God's Last Prophet of the Old Testament
- Calvin and English Calvinism to 1649
- The Complete Guide to the Parables: Understanding and Applying the Stories of Jesus
- Does Jesus Care?
- The Gift of Giving
- Grace and Glory
- Is God for the Homosexual?
- God Meant It for Good
- Great Christian Prayers: From the Rich History of Christian Faith - A Prayer for Every Day of the Year
- He Saves: How to Become - and Stay - a Christian
- Higher Ground
- Holy Fire (January 2014)
- In Pursuit of His Glory: My 25 Years at Westminster Chapel
- The Judgment Seat of Christ: What Will God Say to You When You Die?
- The God of the Bible
- Just Grace
- Just Say Thanks!
- Justification By Works: How Works Vindicate True Faith. Sermons on James 1-3
- The Lord's Prayer
- A Man After God's Own Heart: God's Relationship with David - and with You
- Meekness and Majesty
- Once Saved Always Saved: 이 저서는 켄달이 하이퍼-칼뱅주의라는 비판을 받고 있다. 즉, 구원받은 자에게 율법이 도덕 윤리적으로 계속 필요함을 부인한다는 지적이다. 특히, 이 책 제목으로 많은 논쟁을 받은 것은 한국교회가 구원파 논란으로 뜨거웠던 때에 기존 교회에서도 동일한 가르침이 있지 않았느냐는 의구심을 낳게 하였다.
- Out of the Comfort Zone: Your God Is Too Nice
- The Parables of Jesus
- Pure Joy
- The Sensitivity of the Spirit: The Forgotten Anointing
- The Sermon on the Mount
- Stand Up and Be Counted
- Tales of Total Forgiveness
- Thanking God
- These are the Days of Elijah: How God Uses Ordinary People to Do Extraordinary Things
- Thorn in the Flesh
- Tithing: A Call to Serious, Biblical Giving
- Total Forgiveness: Achieving God's Greatest Challenge
- Unashamed to Bear His Name
- Understanding Theology (in 3 Volumes)
- A Vision of Jesus
- The Way Of Wisdom: Patience In Waiting On God Sermons On James 4-5
- When God Shows Up: Expecting the Unexpected
- Who by Faith
- The Word and the Spirit: Reclaiming Your Covenant with the Holy Spirit and the Word of God
- Word Spirit Power: What Happens When You Seek All God Has to Offer
- Worshiping God
- Why Jesus Died (February 2012)

## 같이 보기
- 칼뱅주의

### 한국어 번역본
- 한번 구원은 영원하다